# クリストファー・ディーン
クリストファー・ディーン（Christopher Dean、OBE、1958年7月27日 - ）は、イギリス出身の男性フィギュアスケート選手、コーチ、振付師。1984年サラエボオリンピックアイスダンス金メダリスト。1981年、1982年、1983年、1984年世界フィギュアスケート選手権アイスダンスチャンピオン。パートナーはジェーン・トービル。

## 経歴
- 1972年サンドラ・エルソンと組みアイスダンスを始める。
- 1975年ジェーン・トービルと組む。
- 1981年、1982年、1983年、1984年世界フィギュアスケート選手権優勝。
- 1984年サラエボオリンピックで金メダルを獲得。
- 1983-1984シーズンをもって現役引退。
- 1989年世界フィギュアスケート殿堂入り。
- 1991年イザベル・デュシュネーと結婚（1993年離婚）。
- 1993-1994シーズンのプロ解禁に伴い現役復帰、1994年リレハンメルオリンピックでは銅メダルを獲得。
- 1994年ジル・トレナリーと再婚。
- 1999年OBE叙勲。

## その他
- 1984年サラエボオリンピックで、伝説的なプログラムのボレロによって、オリンピックで史上初めての9人のジャッジ全てから芸術点6.0満点の評価を受けた[1]。

## 主な戦績
| 大会/年      | 77-78 | 78-79 | 79-80 | 80-81 | 81-82 | 82-83 | 83-84 | 93-94 |
| ------------ | ----- | ----- | ----- | ----- | ----- | ----- | ----- | ----- |
| オリンピック |       |       | 5     |       |       |       | 1     | 3     |
| 世界選手権   | 11    | 8     | 4     | 1     | 1     | 1     | 1     |       |
| 欧州選手権   | 9     | 6     | 4     | 1     | 1     |       | 1     | 1     |

戦績はジェーン・トービルと組んで以降。

## その他
- 1984年サラエボオリンピックで、伝説的なプログラムのボレロによって9人のジャッジ全てから芸術点6.0満点の評価を受けた。